# Ride This Train
Ride This Train — шостий студійний альбом американського співака та автора пісень Джонні Кеша, представлений 1 серпня 1960 року і перевиданий 19 березня 2002 року (з чотирма додатковими піснями).
Вважається першим концептуальним альбомом Кеша. Платівка позиціонується як «тревелог» з Кешем, який надає розмовний наратив перед кожною піснею, щоб дати контекст, в декількох випадках граючи історичних персонажів, таких як Джон Веслі Гардін, і описуючи різні місця по Сполучених Штатах, які вони відвідали потягом. Самі пісні, як правило, не мають залізничної тематики.
Успіх цього альбому надихнув його перший лейбл, Sun, випустити компіляцію All Aboard the Blue Train, яка складалася з раніше випущених пісень, натхненних «потягом», включаючи його хіт «Folsom Prison Blues».

## Список пісень
| Сторона один | Сторона один               | Сторона один | Сторона один |
| #            | Назва                      | Автор        | Тривалість   |
| ------------ | -------------------------- | ------------ | ------------ |
| 1.           | «Loading Coal»             | Мерл Тревіс  | 4:58         |
| 2.           | «Slow Rider»               | Джоні Кеш    | 4:12         |
| 3.           | «Lumberjack»               | Леон Пейн    | 3:02         |
| 4.           | «Dorraine of Ponchartrain» | Кеш          | 4:47         |

| Сторона два | Сторона два                  | Сторона два                                                            | Сторона два |
| #           | Назва                        | Автор                                                                  | Тривалість  |
| ----------- | ---------------------------- | ---------------------------------------------------------------------- | ----------- |
| 5.          | «Going to Memphis»           | Голлі Дью, Алан Ломакс; аранжування (нові слова та музика) Джонні Кеша | 4:26        |
| 6.          | «When Papa Played the Dobro» | Кеш                                                                    | 2:55        |
| 7.          | «Boss Jack»                  | Текс Ріттер                                                            | 3:50        |
| 8.          | «Old Doc Brown»              | Ред Фолі                                                               | 4:10        |

| Додаткові пісні | Додаткові пісні             | Додаткові пісні         | Додаткові пісні |
| #               | Назва                       | Автор                   | Тривалість      |
| --------------- | --------------------------- | ----------------------- | --------------- |
| 9.              | «The Fable of Willie Brown» | Кеш                     | 1:57            |
| 10.             | «Second Honeymoon»          | Отрі Інман              | 1:57            |
| 11.             | «Ballad of the Harp Weaver» | Тельма Мур, Една Міллей | 3:50            |
| 12.             | «Smiling Bill McCall»       | Кеш                     | 2:06            |
| 42:10           |                             |                         |                 |

## Учасники запису
- Джонні Кеш — вокал, ритм-гітара

The Tennessee Two
- Лютер Перкінс — соло-гітара
- Маршалл Грант — бас

Інші музиканти
- Джонні Вестерн — гітара
- Флойд Крамер — фортепіано
- Бадді Гарман — барабани
- Шот Джексон — dobro, сталева гітара
- Гордон Террі — скрипка